# Stadionul Petromidia
Stadionul Petromidia este un stadion de fotbal din Navodari, stadion oficial al clubului de fotbal Săgeata Năvodari. A fost inaugurat în 1960.